# Choi Moo-sung
Choi Moo-sung (en hangul, 최무성; nacido el 12 de enero de 1968; nombre de nacimiento: Choi Myung-soo) es un actor surcoreano.

## Carrera
Choi Myung-soo cambió de nombre cuando vio que en los créditos de la película I Saw the Devil figuraba por error como Choi Moo-sung: «pensé que me gustaría cambiar mi nombre porque pensé que un actor necesita una salida cuando cae en el manierismo».
Choi comenzó su carrera como actor de teatro, en compañías como Yeonhui Troupe y Street Troupe. Sus comienzos fueron relativamente tardíos, en el año 2000, habiendo cumplido ya los 32 años. Antes de eso había vivido en Japón durante unos cinco años. También ha sido director de muchas obras teatrales a lo largo de toda su carrera, y tiene el propósito de dirigir al menos una obra al año. Considera el teatro como el lugar de donde proviene, y que es importante no perder las propias raíces. Su opinión sobre el arte escénico es que «el teatro no resuelve el problema de ganarse la vida, pero si lo miras en términos generales, en última instancia te permite hacer otras cosas mejor», y que «dirigir una obra de teatro también es divertido».
Debutó en cine en 2002 con Birth of a Man, y en televisión en 2011 con The Princess' Man. Como actor de reparto, en sus inicios interpretó prevalentemente personajes fuertes, criminales, guerreros y hombres de acción. Ejemplos sobresalientes de ello son sus apariciones en Seven Days (2007) y I Saw the Devil (2010). Tras esta película recibió propuestas de papeles con el mismo corte, pero Choi, preocupado por que su imagen se endureciera, los rechazó, y con el tiempo ha logrado salir de este encasillamiento. Por ejemplo, es el protagonista en Last Child (2018), como un padre atormentado por la muerte de su hijo adolescente, con resultados apreciados por la crítica especializada.
En televisión, algunos de sus papeles más destacados son los que realizó en Empress Ki (2013), Reply 1988 (2015), Mr. Sunshine (2018) y The Nokdu Flower (2019), todas ellas series de notable éxito de audiencia que contribuyeron a hacer de él un actor fácilmente reconocible por el público televisivo.
El actor ha cambiado con cierta frecuencia de agencia de representación. En diciembre de 2017 expiró el contrato que lo ligaba a la agencia Polaris Entertainment y decidió no renovarlo. Tras su paso por Imagine Asia (2018) y a continuación por BK Ent (2020), el 1 de septiembre de 2023 firmó un contrato exclusivo con Blade Entertainment.
Entre 2022 y 2023 ha multiplicado sus apariciones tanto en cine como en televisión, incluidas las plataformas audiovisuales, como un versátil actor de reparto capaz de pasar del drama histórico (The Night Owl) a la comedia (Con tacto especial), el melodrama de época (My Dearest), el drama de tema deportivo (Like Flowers in Sand) y sobre todo las series de acción o el suspenso (Insider, Una familia ejemplar).

## Filmografía

### Cine
| Año  | Título                                       | Hangul                        | Papel                             | Notas                                            | Ref.                |
| ---- | -------------------------------------------- | ----------------------------- | --------------------------------- | ------------------------------------------------ | ------------------- |
| 2002 | Birth of a Man                               | 남자 태어나다                 | Jang Soo-hye                      | Debut                                            | [ 16 ]              |
| 2005 | Tale of Cinema                               | 극장전                        | Policía de Gyungsan               |                                                  |                     |
| 2005 | Sa-kwa                                       | 사과                          | Han-soo                           |                                                  |                     |
| 2006 | Forbidden Quest                              | 음란서생                      | Comerciante 1                     |                                                  |                     |
| 2006 | Les Formidables                              | 강적                          | Detective jefe Park               |                                                  |                     |
| 2006 | Maundy Thursday                              | 우리들의 행복한 시간          | Sacerdote Kim                     |                                                  |                     |
| 2007 | Texture of Skin                              | 살결                          | Hermano mayor de Min-woo          |                                                  |                     |
| 2007 | Seven Days                                   | 세븐 데이즈                   | Jung Chul-jin                     |                                                  | [ 17 ]              |
| 2007 | The Wonder Years                             | 열세살, 수아                  | Yeong-pyo                         |                                                  |                     |
| 2008 | Beautiful                                    | 아름답다                      | Detective Kim                     |                                                  |                     |
| 2008 | Sa-kwa                                       | 사과                          | Han-Soo                           |                                                  |                     |
| 2009 | Missing Person                               | 사람을 찾습니다               | Won-young                         | Protagonista                                     | [ 18 ]              |
| 2009 | A Million                                    | 10억                          | Detective Kim                     |                                                  |                     |
| 2010 | Bestseller                                   | 베스트셀러                    | Hombre de media edad 1            |                                                  |                     |
| 2010 | The Servant                                  | 방자전                        | Kwang Cheon                       |                                                  |                     |
| 2010 | I Saw the Devil                              | 악마를 보았다                 | Tae-joo                           |                                                  | [ 19 ]              |
| 2011 | Detective K: El secreto de la viuda virtuosa | 조선명탐정: 각시투구꽃의 비밀 | Oficial público                   |                                                  | [ 20 ]              |
| 2011 | Drifting Away                                | 꼭 껴안고 눈물 핑             | Director                          |                                                  |                     |
| 2011 | Poongsan                                     | 풍산개                        | Jefe de equipo                    |                                                  |                     |
| 2012 | Modern Family                                | 가족시네마                    | Marido                            | Parte Star Shaped Stain                          |                     |
| 2012 | Grape Candy                                  | 청포도 사탕: 17년 전의 약속   | Jefe de sección Kim               |                                                  |                     |
| 2013 | The Berlin File                              | 베를린                        | Kang Min-ho                       |                                                  | [ 7 ]               |
| 2013 | Very Ordinary Couple                         | 연애의 온도                   | Jefe de sección Kim               |                                                  | [ 2 ] [ 21 ]        |
| 2013 | Intruders                                    | 조난자들                      | Policía                           |                                                  | [ 7 ] [ 22 ]        |
| 2014 | Venus Talk                                   | 관능의 법칙                   | Lee Sung-wook                     |                                                  | [ 7 ] [ 23 ]        |
| 2015 | Detective K: Secret of the Lost Island       | 조선명탐정: 사라진 놉의 딸    | Doo-mok                           |                                                  | [ 24 ]              |
| 2015 | Empire of Lust                               | 순수의 시대                   | Jo Yeong-gyu                      |                                                  | [ 25 ]              |
| 2016 | 4th Place                                    | 4등                           | Yeong-hoon                        |                                                  | [ 26 ]              |
| 2016 | Title for Members Only                       | 회원 전용                     | Do-gi                             |                                                  |                     |
| 2016 | Snow Paths                                   | 설행 눈길을 걷다              | Peter                             |                                                  | [ 27 ]              |
| 2017 | A Special Lady                               | 미옥                          | Presidente Kim                    |                                                  | [ 28 ]              |
| 2017 | Room 7                                       | 7호실                         |                                   |                                                  | [ 29 ]              |
| 2017 | The Discloser                                | 1급기밀                       | Hyeon-seok                        | Protagonista junto a Kim Sang-kyung y Kim Ok-bin | [ 30 ] [ 31 ]       |
| 2017 | Scent of a Ghost                             | 귀신의 향기                   | Capitán de las fuerzas especiales |                                                  | [ 32 ]              |
| 2018 | Last Child                                   | 살아남은 아이                 | Jin Sang-chul                     | Protagonista junto a Kim Yeo-jin                 | [ 5 ] [ 33 ]        |
| 2019 | A Resistance                                 | 항거:유관순 이야기            |                                   |                                                  | [ 34 ]              |
| 2019 | Long Live The King                           | 롱 리브 더 킹: 목포 영웅      | Hwang Bo-yoon                     |                                                  | [ 35 ]              |
| 2022 | Hot Blooded                                  | 뜨거운 피                     | Yong-gang                         |                                                  | [ 4 ] [ 36 ] [ 37 ] |
| 2022 | Vanishing                                    | 배니싱:미제사건               | Repartidor                        | Producción coreanofrancesa                       | [ 38 ] [ 39 ]       |
| 2022 | Hot Blood: The Original                      | 뜨거운피                      | Yong-gang                         | Versión extendida                                | [ 40 ]              |
| 2022 | The Night Owl                                | 올빼미                        | Lee Hyung-ik                      |                                                  | [ 12 ] [ 41 ]       |
| 2022 | Birth                                        | 탄생                          | Kim Se-joon                       |                                                  | [ 42 ] [ 43 ]       |
| 2024 | Wonderland                                   | 원더랜드                      |                                   | Aparición especial                               |                     |
| 2025 | The Old Woman with the Knife                 | 파과                          | Jang-bi                           |                                                  | [ 44 ]              |

### Series de televisión
| Año     | Título                            | Papel                         | Canal   | Notas                        | Ref.          |
| ------- | --------------------------------- | ----------------------------- | ------- | ---------------------------- | ------------- |
| 2011    | The Princess' Man                 | Ham-gwi                       | KBS2    |                              | [ 2 ]         |
| 2011    | Living Among the Rich             | Choi Moo-Sung                 | JTBC    |                              | [ 2 ]         |
| 2012    | Business District                 | Jung-ho                       | KBS     | Drama Special                |               |
| 2013    | Heartless City                    | Moon Deok-bae                 | JTBC    |                              |               |
| 2013    | Empress Ki                        | Park Bool-hwa                 | MBC     |                              | [ 17 ] [ 7 ]  |
| 2014    | Youth                             | Entrenador                    | KBS     | Drama Special                |               |
| 2015    | Heart to Heart                    | Mayordomo Ahn Byung-yeol      | tvN     |                              | [ 45 ] [ 46 ] |
| 2015    | Songgot: The Piercer              | Padre de Lee Soo-In           | JTBC    |                              |               |
| 2015    | Reply 1988                        | Choi Moosung                  | tvN     |                              | [ 47 ]        |
| 2016    | Uncontrollably Fond               | Jang Jung-shik                | KBS2    |                              | [ 48 ]        |
| 2016    | Listen to Love                    | Jefe de agencia de detectives | JTBC    | Aparición especial, ep. 2    |               |
| 2016    | Weightlifting Fairy Kim Bok-joo   | Yoon Deok-man                 | MBC     |                              | [ 49 ] [ 50 ] |
| 2017    | Rebel: Thief Who Stole the People | Rey Seongjong                 | MBC     |                              | [ 51 ]        |
| 2017    | The Guardians                     | Yoon Seung-ro                 | MBC     |                              | [ 3 ] [ 52 ]  |
| 2017    | Prison Playbook                   | Kim Min-chul                  | tvN     |                              | [ 53 ]        |
| 2018    | Mr. Sunshine                      | Jang Seung-goo                | tvN     |                              | [ 54 ] [ 55 ] |
| 2019    | La luz en tus ojos                | Vendedor de huevos            | JTBC    | Aparición especial, ep. 5    | [ 56 ]        |
| 2019    | The Nokdu Flower                  | Jeon Bong-jun                 | SBS     |                              | [ 4 ] [ 57 ]  |
| 2019    | Arthdal Chronicles                | Gitoha                        | tvN     |                              | [ 58 ]        |
| 2020    | Pasillos de hospital              | Marido de paciente de Ik-joon | tvN     | Aparición especial, ep. 7    | [ 59 ]        |
| 2020    | Kkondae Intern                    | Presidente Paeng Ho-joon      | MBC     |                              |               |
| 2020    | Forest of Secrets                 | Woo Tae-ha                    | tvN     |                              | [ 60 ]        |
| 2021    | Joseon Exorcist                   | Mak-chi                       | SBS     |                              | [ 61 ]        |
| 2022    | Insider                           | Song Doo-cheol                | JTBC    |                              | [ 62 ]        |
| 2022    | Una familia ejemplar              | Hwang Yong-soo                | Netflix | Serie web                    | [ 13 ]        |
| 2023    | El abogado de Joseon: la ética    | Choo Young-woo                | MBC     |                              | [ 63 ]        |
| 2023    | La buena mala madre               | Song Woo-byeok                | JTBC    |                              | [ 64 ] [ 65 ] |
| 2023    | My Dearest                        | Yang-cheon                    | MBC     |                              | [ 66 ]        |
| 2023    | The First Responders 2            | Seok Mun-go                   | SBS     | Aparición especial, ep. 9    | [ 67 ]        |
| 2023    | Han River Police                  | Hwang Man-seok                | Disney+ | Serie web                    | [ 68 ]        |
| 2023    | Con tacto especial                | Yoon Deok-hyeon               | JTBC    |                              | [ 14 ]        |
| 2023-24 | Like Flowers in Sand              | Kim Tae-baek                  | ENA     |                              | [ 15 ]        |
| 2024    | Familia por elección              | Kim Dae-wook                  | JTBC    |                              | [ 69 ] [ 70 ] |
| 2025    | ¡Entrenando por amor!             | Dong Han-cheol                | KBS2    |                              | [ 71 ]        |
| 2025    | ¡Oh, mis clientes fantasmas!      | Kim Myung-an                  | MBC     | Aparición especial, ep. 8-10 | [ 72 ] [ 73 ] |

## Teatro
| Año  | Título             | Hangul          | Función  | Notas                                                     | Ref.   |
| ---- | ------------------ | --------------- | -------- | --------------------------------------------------------- | ------ |
| 2014 | Viaje nocturno     | 야간여행        | Director | Teatro Dongguk (Daehakro), 23/5-22/6                      | [ 74 ] |
| 2016 | Buscando a alguien | 사람을 찾습니다 | Director | Dongguk Small Theatre                                     | [ 18 ] |
| 2016 | Abogado Byron      | 변호사 바이론   | Director | Hakjeon Blue Small Theatre, Daehakro, 22-31/12            | [ 75 ] |
| 2017 | Negativo           | 부정            | Director | New Inhumane Theatre - teatro Dongguk (Daehakro), 10-29/7 | [ 76 ] |
| 2018 | Negativo           | 부정            | Director | Teatro Dongguk (Daehakro), 17/7-29/7                      | [ 77 ] |
| 2019 | Buscando a alguien | 사람을 찾습니다 | Director | Teatro Dongguk (Daehakro), 14/7-28/8                      | [ 78 ] |
| 2019 | El psíquico        | 더 싸이킥       | Actor    | Teatro Pequeño Daehakro Yeollim Hall, 19/12-29/12         | [ 79 ] |

## Premios y nominaciones
| Año  | Premios              | Categoría                                                | Papel            | Resultado | Ref.   |
| ---- | -------------------- | -------------------------------------------------------- | ---------------- | --------- | ------ |
| 2017 | 4.º Wildflower Film  | Mejor actor de reparto                                   | Snow Paths       | Ganador   | [ 80 ] |
| 2019 | 28.º Buil Film       | Mejor actor de reparto                                   | Last Child       | Nominado  | [ 81 ] |
| 2019 | 24.º Chunsa Film Art | Mejor actor                                              | Last Child       | Nominado  |        |
| 2019 | 6.º Wildflower Film  | Mejor actor                                              | Last Child       | Nominado  |        |
| 2019 | SBS Drama            | Premio a la Excelencia, actor en serie de media duración | The Nokdu Flower | Nominado  |        |